# Riserva della biosfera del Río Plátano

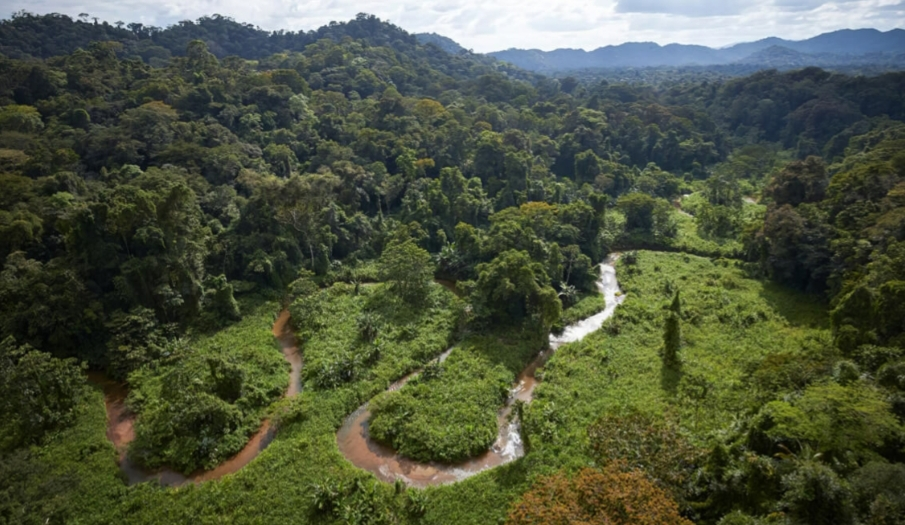
Selva tropical de la Biosfera de rio plátano

La Riserva della biosfera del Río Plátano è un sito che si trova nella regione della Mosquitia, in Honduras, prima riserva naturale creata in Centroamerica nel 1980, incluso fin dal 1982 nell'elenco dei Patrimoni dell'umanità dell'UNESCO. Situata fra il tropico del Cancro e l'equatore, si trova nell'Honduras orientale, vicino alla desolata Costa de Mosquitos. Le foreste pluviali a sud della riserva sono state in larga parte disboscate e, in alcuni casi, intere colline sono state spogliate del prezioso legno di mogano.
All'interno della riserva della biosfera, che si trova lungo le coste del Río Plátano, sono comprese sia regioni montuose che pianeggianti, ricoperte di foresta pluviale in cui vivono numerosissime specie sia animali che vegetali. All'interno del parco vivono inoltre almeno 2.000 indigeni che vivono secondo il loro tradizionale stile di vita.
Nel 1996 la riserva venne inserita nell'elenco dei Patrimoni dell'umanità in pericolo, in quanto il suo valore ambientale e culturale è minacciato dall'espansione dell'agricoltura, da un esagerato sfruttamento delle risorse (ne sono un esempio l'eccessivo taglio di alberi per ottenere legname e il progetto per la costruzione di una centrale idroelettrica) e da un'amministrazione poco attenta ai potenziali rischi di questi problemi.